# Georges Duboudin
Georges Duboudin (1907-1945) était un agent secret français du Special Operations Executive, actif pendant la Seconde Guerre mondiale.

## Identités
- État civil : Émile Georges Jean Duboudin
- Comme agent du SOE, section F :
  - Connu sous le nom de John George Dolan[1]
  - Nom de guerre (field name) : « Alain »
  - Nom de code opérationnel :
    - 1re mission : SPRUCE (en français ÉPICÉA) ;
    - 2e mission : PLAYWRIGHT (en français AUTEUR DRAMATIQUE)

Parcours militaire : SOE section F, General List ; grade : captain ; matricule : 183055.

## Famille
- Ses parents : George et Adelna Duboudin.
- Sa femme : Veronica Duboudin, Anglaise, Richmond (Surrey).

## Éléments biographiques

### Premières années
Georges Duboudin naît en France le 23 mai 1907.
Il vit à Londres.

### Première mission en France
1941
- Septembre. Dans la nuit du 19 au 20, Georges Duboudin « Alain » débarque au Barcarès, près de Perpignan[3]. Il se rend à Lyon, en vue d’y former et diriger le réseau SPRUCE destiné à encadrer des équipes de sabotage.

1942
- Janvier. Peter Churchill « Michel » lui apporte des instructions du SOE.

- Avril. Virginia Hall lui affecte l’opérateur radio Edward Zeff « Georges 53 », arrivé par sous-marin.
- Mai. Le 28 mai, a lieu le premier parachutage d'armes dans la région3 :
Le premier parachutage dans la région de Lyon a lieu sur la commune de Blyes, près de Lagnieu, dans l'Ain. L'équipe de réception au sol est composée comme suit : George Duboudin « Alain » ; Marcel Claeys ; Louis Pradel ; le capitaine Claude Billon4 ; le docteur André Vansteenberghe ;

Georges Pezaut ; Jean Mingat ; Jean Wertheimer. À l'aide de la voiture 
du docteur Vansteenberghe, le matériel et les armes des containers sont 
provisoirement camouflés chez Napoléon Bullukian,
entrepreneur, en attendant que Marcel Claeys, Paul Blachère et Jean 
Terrisse les transportent à Lyon afin de les mettre à la disposition de 
Louis Degoutte. Les containers vides sont enterrés dans le jardin d'une 
maison louée à Blyes par Marcel Claeys en prévision de ces parachutages.
- Juin. Le 2, arrivée de Robert Boiteux, parachuté à Anse, qui vient l'assister. Les deux hommes ne s'entendront pas. Bob Sheppard, qui arrive par le même vol comme instructeur, tombe sur un toit près de la gendarmerie et il est arrêté. Jean Mingat, chargé de réceptionner Bob Sheppard, sera également arrêté et condamné à 10 mois de prison.
- Octobre. Rappelé à Londres, George Duboudin remet son réseau à Robert Boiteux « Nicolas ». Un Lysander le ramène dans la nuit du 26 au 27[4].

1943

### Deuxième mission
- Mars. Dans la nuit du 23 au 24, un Lysander dépose Georges Duboudin près de Compiègne[5]. Il vient monter et diriger le réseau PLAYWRIGHT.

### Aux mains de l'ennemi
- Mars (suite). Peu de jours après son arrivée, il est arrêté.

1945
- Mars. Le 22, à la suite des mauvais traitements subis en captivité, il meurt de pleurésie à Ellrich-Dora.

## Reconnaissance

### Distinction
Sans.

### Monuments
- En tant que l'un des 104 agents du SOE section F morts pour la France, Georges Duboudin est honoré au mémorial de Valençay (Indre).
- Brookwood Memorial, Surrey, panneau 21, colonne 3.